# Криптанди

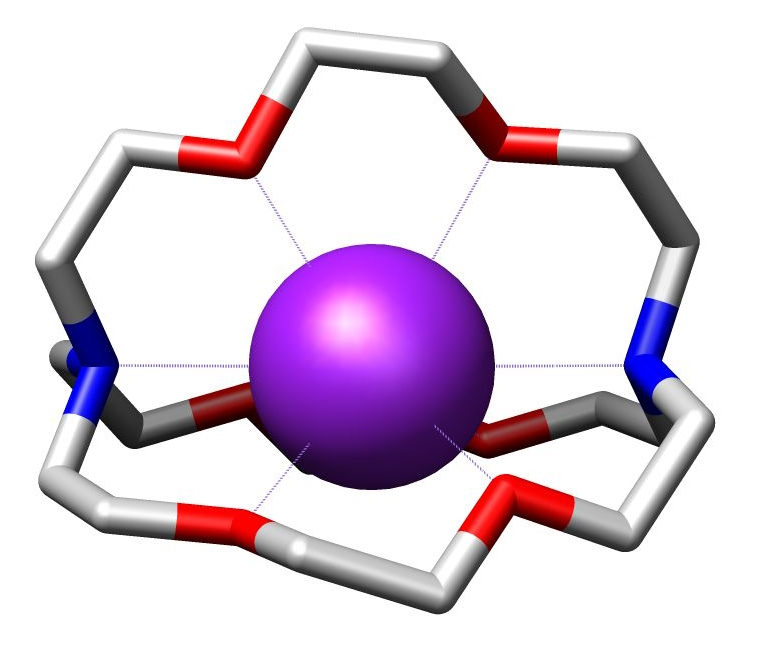
Структура 2.2.2-криптанду.

2.2.2-Криптанд

Крипта́нди (рос. криптанды, англ. cryptands) — макробіциклічні, макротрициклічні і т. д. місткові сполуки, з атомами N в голові містків. Мають відповідний простір всередині своєї клітинної структури для полідентантного зв'язування йонів металу або інших катіонних частинок, даючи комплекси — криптати. Кожен із циклів у цій полімакроциклічній містковій структурі є лігандом, який має не менше трьох положень, здатних до координації «гостя» (йона або й нейтральної частинки), створюючи молекулярну порожнину таким чином, що перебуваючий у ній гість зв'язаний сильніше, ніж з кожним окремим циклом ансамблю (наприклад, макроциклічні діаміноетери місткової будови, де у вузлах містка знаходяться атоми N).

## Криптати
Комплекси криптандів з йонами або нейтральними молекулами. Є клатратокомплексами, в яких існує координаційний зв'язок між гостем і господарем.